# Once Upon the Cross
Once Upon the Cross er det tredje album af det amerikanske dødsmetal-band Deicide, som blev udgivet i april 1995 gennem Roadrunner Records. 
Lydklippene i begyndelsen på det indledende spor "Once Upon the Cross" og "Trick Or Betrayed" er taget fra filmen The Last Temptation of Christ

## Spor
1. "Once Upon the Cross" – 3:34
2. "Christ Denied" – 3:38
3. "When Satan Rules His World" – 2:53
4. "Kill the Christian" – 2:57
5. "Trick or Betrayed" – 2:25
6. "They Are the Children of the Underworld" – 3:09
7. "Behind the Light Thou Shall Rise" – 2:59
8. "To Be Dead" – 2:39
9. "Confessional Rape" – 3:56